# Hartford City (Indiana)
Hartford City é uma cidade localizada no estado americano de Indiana, no Condado de Blackford.

## Demografia
Segundo o censo americano de 2000, a sua população era de 6928 habitantes.
Em 2006, foi estimada uma população de 6543, um decréscimo de 385 (-5.6%).

## Geografia
De acordo com o United States Census Bureau tem uma área de
9,6 km², dos quais 9,6 km² cobertos por terra e 0,0 km² cobertos por água.

## Localidades na vizinhança
O diagrama seguinte representa as localidades num raio de 16 km ao redor de Hartford City.